# 가타카미촌 (오사카부)
가타카미촌(일본어: 堅上村)은 일본 오사카부 나카카와치군에 설치되었던 촌이다. 현재의 가시와라시에 해당한다.

## 역사
- 1889년 4월 1일 - 정촌제 시행에 따라 오가타군 가타카미촌이 설립되었다.
- 1896년 4월 1일 - 군 통폐합에 따라 나카카와치군에 속하게 되었다.
- 1939년 7월 1일 - 미나미카와치군 가시와라정과 이웃의 가타시모촌과 합병하여 나카카와치군 가시와라정이 되었다.